# Сигел (тауншип, Миннесота)
Сигел (англ. Sigel) — тауншип в округе Браун, Миннесота, США. На 2000 год его население составило 432 человека.

## География
По данным Бюро переписи населения США площадь тауншипа составляет 102,6 км², из которых 100,4 км² занимает суша, а 2,2 км² — вода (2,15 %).

## Демография
По данным переписи населения 2000 года здесь находились 432 человека, 151 домохозяйство и 122 семьи.  Плотность населения —  4,3 чел./км².  На территории тауншипа расположено 158 построек со средней плотностью 1,6 построек на один квадратный километр. Расовый состав населения: 98,84 % белых, 0,23 % азиатов и 0,93 % приходится на две или более других рас. Испанцы или латиноамериканцы любой расы составляли 1,62 % от популяции тауншипа.
Из 151 домохозяйства в 36,4 % воспитывались дети до 18 лет, в 75,5 % проживали супружеские пары, в 1,3 % проживали незамужние женщины и в 19,2 % домохозяйств проживали несемейные люди. 14,6 % домохозяйств состояли из одного человека, при том 4,0 % из — одиноких пожилых людей старше 65 лет. Средний размер домохозяйства — 2,86, а семьи — 3,20 человека.
28,5 % населения — младше 18 лет, 7,4 % — в возрасте от 18 до 24 лет, 28,0 % — от 25 до 44, 22,7 % — от 45 до 64, и 13,4 % — старше 65 лет. Средний возраст — 38 лет. На каждые 100 женщин приходилось 117,1 мужчин.  На каждые 100 женщин старше 18 приходилось 123,9 мужчин.
Средний годовой доход домохозяйства составлял 43 472 доллара, а средний годовой доход семьи —  45 750 долларов. Средний доход мужчин —  30 781 доллар, в то время как у женщин — 26 136. Доход на душу населения составил 17 051 доллар. За чертой бедности находились 1,6 % семей и 3,1 % всего населения тауншипа, из которых 1,7 % младше 18 и 6,0 % старше 65 лет.